# Ungheni (Argeș)
Ungheni è un comune della Romania di 3 416 abitanti, ubicato nel distretto di Argeș, nella regione storica della Muntenia.
Il comune è formato dall'unione di 6 villaggi: Colțu, Goia, Grăujani, Humele, Satu Nou, Ungheni.